# リレントレス (イングヴェイ・マルムスティーンのアルバム)
『リレントレス』（Relentless）は、2010年に発表されたイングヴェイ・マルムスティーンの18作目のスタジオ・アルバム。

## 概要
前作『パーペチュアル・フレイム』に引き続いて、リード・ボーカルはティム "リッパー" オーウェンズが担当しており、収録曲の半分がインスト曲で占められている。4曲目の「Look at You Now」ではイングヴェイ自身がリード・ボーカルとして歌っており、米国盤に収録されたボーナス・トラックの「Arpeggios from Hell」は日本盤には収録されていない。日本盤ジャケットの帯解説は「"パーペチュアル・フレイム"から約2年ぶりの新作が遂に完成! オンリー・ワンの称号を与えられたイングヴェイ・サウンドは誰も彼の追従を許さない! リレントレスと銘打たれた今作もネオ・クラシカルなフレーズが満載!!」である。なお、オーウェンズは本作のためのレコーディングに一切参加しておらず、彼の歌っている曲はすべて前作からのアウトテイクである。

## 収録曲
| 全作曲: イングヴェイ・マルムスティーン。 |                                                                                      |                                |                                |      |
| #                                        | タイトル                                                                             | 作詞                           | 作曲・編曲                     | 時間 |
| 1.                                       | 「オーヴァーチュア」(Overture)                                                       | (Instrumental)                 | イングヴェイ・マルムスティーン | 0:57 |
| 2.                                       | 「クリティカル・マス」(Critical Mass)                                                | イングヴェイ・マルムスティーン | イングヴェイ・マルムスティーン | 4:09 |
| 3.                                       | 「ショット・アクロス・ザ・バウ」(Shot Across the Bow)                                | (Instrumental)                 | イングヴェイ・マルムスティーン | 4:39 |
| 4.                                       | 「ルック・アット・ユー・ナウ」(Look at You Now)                                      | イングヴェイ・マルムスティーン | イングヴェイ・マルムスティーン | 5:46 |
| 5.                                       | 「リレントレス」(Relentless)                                                         | (Instrumental)                 | イングヴェイ・マルムスティーン | 4:58 |
| 6.                                       | 「エネミー・ウィズイン」(Enemy Within)                                               | イングヴェイ・マルムスティーン | イングヴェイ・マルムスティーン | 5:55 |
| 7.                                       | 「ナイト・オブ・ザ・ヴァサ・オーダー」(Knight of the Vasa Order)                     | (Instrumental)                 | イングヴェイ・マルムスティーン | 6:07 |
| 8.                                       | 「ケイジド・アニマル」(Caged Animal)                                                 | イングヴェイ・マルムスティーン | イングヴェイ・マルムスティーン | 4:49 |
| 9.                                       | 「イントゥ・ヴァルハラ」(Into Valhalla)                                              | (Instrumental)                 | イングヴェイ・マルムスティーン | 4:26 |
| 10.                                      | 「タイド・オブ・デザイア」(Tide of Desire)                                           | イングヴェイ・マルムスティーン | イングヴェイ・マルムスティーン | 5:42 |
| 11.                                      | 「アダージョ・Bフラット・マイナー・ヴァリエーション」(Adagio B Flat Minor Variation) | (Instrumental)                 | イングヴェイ・マルムスティーン | 1:50 |
| 12.                                      | 「アックス・トゥ・グラインド」(Axe to Grind)                                         | (Instrumental)                 | イングヴェイ・マルムスティーン | 4:46 |
| 13.                                      | 「ブラインデッド」(Blinded)                                                          | イングヴェイ・マルムスティーン | イングヴェイ・マルムスティーン | 4:28 |
| 14.                                      | 「クロス・トゥ・ベア」(Cross to Bear)                                                | (Instrumental)                 | イングヴェイ・マルムスティーン | 7:31 |
| 合計時間:                                | 合計時間:                                                                            | 合計時間:                      | 66:03                          |      |

| #         | タイトル                                            | 作詞           | 作曲・編曲     | 時間 |
| --------- | --------------------------------------------------- | -------------- | -------------- | ---- |
| 15.       | 「アルペジオズ・フロム・ヘル」(Arpeggios from Hell) | (Instrumental) | (Instrumental) | 2:18 |
| 合計時間: | 合計時間:                                           | 合計時間:      | 2:18           |      |

## パーソネル
- イングヴェイ・マルムスティーン - リード・ギター、リズム・ギター、アコースティック・ギター、バック・ボーカル、ベース、ギター・シンセサイザー、シタール、チェロ、リード・ボーカル（#4）
- ティム "リッパー" オーウェンズ - リード・ボーカル
- ニック・マリノ - キーボード
- パトリック・ヨハンソン - ドラム
- キース・ローズ - ミックス・エンジニア